# Yangshao (socken)
Yangshao (kinesiska: 仰韶, 仰韶乡) är en socken i Kina. Den ligger i provinsen Henan, i den centrala delen av landet, omkring 170 kilometer väster om provinshuvudstaden Zhengzhou. Antalet invånare är 39 760. Befolkningen består av 19 669 kvinnor och 20 091 män. Barn under 15 år utgör 16,0 %, vuxna 15-64 år 75 %, och äldre över 65 år 7,0 %.
Genomsnittlig årsnederbörd är 692 millimeter. Den regnigaste månaden är juli, med i genomsnitt 144 mm nederbörd, och den torraste är december, med 3 mm nederbörd.